# Denise Curry
Denise Curry (* 22. August 1959 in Fort Benton, Montana) ist eine ehemalige US-amerikanische Basketball-Spielerin. Als Spielerin auf der Position des Centers war Curry für die UCLA Bruins der University of California aktiv und war dort zum Zeitpunkt ihres Rücktritts vom aktiven Sport Rekordhalterin in erzielten Punkten und Rebounds. In internationalen Titelkämpfen gewann Curry mit der Nationalmannschaft der USA mehrere Goldmedaillen, darunter bei den Olympischen Spielen 1984. Für ihre Karriereleistung wurde sie 1997 in die Naismith Memorial Basketball Hall of Fame aufgenommen.

## Karriere

### College
Curry besuchte die University of California und erreichte in ihrer Karriere bei den UCLA Bruins 3.198 Punkte sowie 1.310 Rebounds.

### Profispielerin
Curry spielte zwischen 1982 und 1990 in verschiedenen europäischen Basketball-Ligen, darunter in Frankreich, Deutschland und Italien. Sie gewann in diesen acht Jahren fünf nationale Meisterschaften mit ihren jeweiligen Teams und wurde in Frankreich zur Spielerin des Jahrzehnts gewählt.

### Nationalmannschaft
Von 1977 bis 1984 war Curry Teil der U.S.-Basketballnationalmannschaft der Damen. Mit der Auswahl gewann sie Goldmedaillen bei den Weltmeisterschaften 1979, den Panamerikanischen Spielen 1983 und den Olympischen Spielen 1984.

## Auszeichnungen
Als Spielerin auf dem College wurde Curry drei Mal als All-American geehrt. Neben der Berufung in die Naismith Memorial Hall of Fame erhielt sie 1999 auch den Ruf in den Auftaktjahrgang der Women’s Basketball Hall of Fame.